# Pavel Reiser
Pavel Reiser (* 6. dubna 1958 Plzeň) je český lesník, autor řady populárně naučných i historických článků a publikací z oblasti Karlovarska a Plzeňska. V Karlových Varech působí od roku 1982 v organizaci Lázeňské lesy Karlovy Vary a významně se podílí na údržbě a rozvoji městských lázeňských lesů. Několik desetiletí se též věnuje karlovarskému lednímu hokeji.

## Osobní život
Narodil se 6. dubna 1958 v Plzni. Je ženatý, manželka je povoláním zdravotní sestra. Má jednoho syna.

## Studium
Základní školu navštěvoval v Plzni. Poté se vyučil dřevorubcem v lesnickém učilišti umístěném tehdy v zámku Březina u Rokycan, učňovskou zkoušku složil v roce 1975. Po vyučení vystudoval Střední technickou lesnickou školu v Písku, maturoval roku 1979.

## Počátek kariéry
Po dokončení střední školy v roce 1979 dostal umístěnku do státních lesů na polesí v Černošíně do Lesního závodu Stříbro, kde na lesním úseku Zádub nastoupil jako hajný. Po ukončení povinné dvouleté základní vojenská služby, kterou vykonával během let 1980–1981 v Jičíně, Klecanech u Prahy, Zvoleněvsi a na Slovensku v Demänové, se dostal na Karlovarsko. Zde nejprve sloužil jako hajný v Lesním závodě Teplá, polesí Toužim, v lesním úseku Kosmová-Dobrá Voda, ale zanedlouho, z důvodu pracovní příležitosti pro manželku, zdravotní sestru, se dostal do Karlových Varů.

## V Karlových Varech
V roce 1982 Pavel Reiser odpověděl na inzerát tehdy rozpočtové (dnes příspěvkové) organizace Lázeňské lesy Karlovy Vary, která spravuje lesy v majetku města o rozloze 2190 hektarů, vč. údržby lesních vycházkových cest, jejichž délka činí více než 100 km.
Dne 1. listopadu 1982 zde nastoupil jako provozní technik na polesí a od té doby v organizaci pracuje. Během let postupně zastával různá další místa – samostatný provozní inspektor, vedoucí střediska, vedoucí správy majetku, a v roce 2001 se stal zástupcem ředitele. Zároveň i nadále spravoval četné agendy (manažer BOZP, preventista PO, ekolog). Často bývala nouze o zaměstnance na fyzickou práci, a tak dlouhodobě zastupoval i chybějící lesníky, čímž dobře poznal celý areál karlovarských lesů. Postupem doby se stal výraznou osobností Karlových Varů.
Za léta jeho služby se karlovarské lesy proměnily. Např. v moderní historii je velkou měrou negativně poznamenala noční vichřice v roce 1990, pro kterou se později vžil název „Kalamita století“. Prohnala se karlovarskými lesy v noci z posledního února na prvního března a zanechala po sobě obrovské škody. V nejbližším okolí lázeňského města bylo vyvráceno nebo polámáno více než 50 000 m3 dřeva. Tehdy se výrazně projevil jeden z hlavních cílů Pavla Reisera – snaha o zlepšení stavu lázeňských lesů, především navrácení lesku původním lázeňským stavbám, vyhlídkám, altánům, kaplím, různým zátiším a mnohým dalším zařízením. Velkým dílem se podílel na obnově všeho zničeného. Po likvidaci největších škod na porostech zahájila organizace právě z jeho iniciativy tzv. Projekt Páralpárty, v jehož období pak byly v lesích opraveny i četné lázeňské stavby.
Též je považován za největšího odborníka na procházky a túry lázeňskými lesy.

## Hokej
Pavel Reiser se věnuje také hokeji. Již v mládí se stal velkým fanouškem plzeňského hokeje a později na střední škole hrál amatérský hokej ve studentském týmu. Po příchodu do Karlových Varů začal v roce 1989 působit jako vedoucí tehdejšího družstva žáků v hokejovém týmu Slavia Karlovy Vary. K této pozici se dostal se svým synem, a jak syn postupoval jednotlivými kategoriemi, došli společně až do juniorského týmu. Zde pak Pavel Reiser setrval několik sezón. Karlovarský juniorský tým tehdy zažíval období velké progrese. Postupně se však činnosti potřebné pro zajištění chodu družstva stávaly časově náročnější, což nakonec přestalo být slučitelné s výkonem hlavního zaměstnání.
U mládežnických kategorií strávil 25 let a napsal do různých tiskovin stovky článků o činnosti mládežnických hokejových týmů. Karlovarský hokej však úplně neopustil, v roce 2015, po odchodu kronikáře Proška, se stal kronikářem týmu HC Energie Karlovy Vary.
Během setrvání Pavla Reisera u karlovarského hokeje prošlo mládežnickými týmy téměř 500 mladých hokejistů. Mezi nejznámější (řazeno abecedně) patří např.: Ondřej Dlapa, Petr Domin, Martin Frk, Vladislav Habal, Pavel Kuběna, Jaromír Kverka, Lukáš Mensator, Lukáš Pech, Vojtěch Polák, Martin a Tomáš Rohanové, Petr Šinágl, Jan a Vojtěch Tomečkové, Kamil Tvrdek a Michal Vachovec.

## Publikační činnost
Zájmy Pavla Reisera jsou též literatura a historie. Po příchodu do Karlových Varů začal studovat historické dokumenty a následně přispíval články v denním tisku, nejprve do Týdeníku Karlovarska a plzeňského deníku Pravda. Svými články informoval též v karlovarském Lázeňském časopise. Příspěvky se většinou týkaly lázeňských lesů, nezapomínal však ani na popularizaci karlovarského hokeje. Po roce 1990 psal do informačního časopisu Promenáda a Karlovarské radniční listy. V letech 2016–2020 v radničních listech vycházel oblíbený seriál pod názvem „Na skok do lesa“. Informace čerpal ze vzpomínek pamětníků, studiem literatury, popřípadě bádal v různých soukromých sbírkách a také ve Státním okresním archivu Karlovy Vary.
I nadále přispívá do měsíčníku Karlovarské radniční listy, píše do časopisu CHKO Slavkovský les ARNIKA i do různých sportovních deníků a týdeníků.

### Publikace
Publikace (výběr):
- 1997 – Karlovy Vary – lesní promenády; drobná publikace s popisem objektů a cest v lázeňských lesích
- 2011 – Lázeňské lesy Karlovy Vary; orientační plán, Pavel Reiser texty (kartografický dokument)
- 2012 – Karlovy Vary – lázeňské vycházky; turistický průvodce vč. mapy

### Příspěvky v periodikách
Časopis ARNIKA
Přírodou a historií Karlovarského kraje, vydává ZO ČSOP Kladská a AOPK ČR, Regionální pracoviště Správa CHKO Slavkovský les za finančního přispění Karlovarského kraje.
Články (výběr):
- 2013/2 – Obnova areálu Svatý Linhart u Karlových Varů[6]
- 2015/1 – Kojatův buk[7]
- 2016/1 – Dub Karla IV.[8]
- 2016/2 – Na mezi s mezníky[9]
- 2018/2 – Hledá se Čertův kámen[10]
- 2019/1 – Zapomenutá voda pod Andělskou horou[11]
- 2020/1 – Zajímavá místa Karlovarského kraje – Hrad nebo jen skála na Stránisku v Kozích hřbetech[12]
- 2020/2 – Skály v lázeňských lesích u Karlových Varů[13]
- 2021/1 – Waldbrand[14]

Časopis Karlovarské radniční listy
Měsíčník pro občany města Karlovy Vary, vydává Statutární město Karlovy Vary.
Články (výběr):
- 2014/2 – Sv. Linhart a lesy v jeho okolí začnou své návštěvníky vychovávat[15]
- 2014/2 – Léno Obora a kostel sv. Linharta[16]
- 2014/3 – Deset nej aneb zajímavé stavby v karlovarských lesích[3]
- 2014/7 – Vyhlídky a altány – oblíbený cíl výletů[17]
- 2016/6 – Památné a pozoruhodné stromy[18]
- 2016/7 – Dávná historie[19]
- 2016/8 – Historie[20]
- 2016/9 – Zátiší s obrazem[21]
- 2016/12 – A všude vůkol rozkládal se hustý les, 1. díl[22]
- 2017/1 – A všude vůkol rozkládal se hustý les, 2. díl[23]
- 2017/2 – Z altánu do altánu, 1. díl[24]
- 2017/3 – Z altánu do altánu, 2. díl[25]
- 2017/4 – Z altánu do altánu, 3. díl[26]
- 2017/5 – Z altánu do altánu, 4. díl[27]
- 2017/6 – Z altánu do altánu, 5. díl[28]
- 2017/7 – Na skok do lesa aneb kudy pak z lesa ven (oddychové prázdninové čtení)[29]
- 2017/8 – Sucho[30]
- 2017/9 – Čtyřkou za prasátky[31]
- 2017/10 – Jelení skok[32]
- 2017/11 – Žlutá cesta a okolí, 1. díl[33]
- 2017/12 – Žlutá cesta a okolí, 2. díl[34]
- 2018/2 – Žlutá cesta a okolí, 3. díl[35]
- 2018/3 – Žlutá cesta a okolí, 4. díl[36]
- 2018/4 – Na D1 klid[37]
- 2018/5 – S knihou[38]
- 2018/6 – Nostalgie[39]
- 2018/7 – Tentokrát mimo Vary (1. část)[40]
- 2018/8 – Tentokrát mimo Vary (2. část)[41]
- 2019/1 – I tentokrát mimo Vary (3. část)[42]
- 2019/2 – Poslední stopy[43]
- 2019/7 – Pseudogotická kráska[44]
- 2020/1 – Andělská kráska[45]

## Ocenění
- Cena města Karlovy Vary za rok 2021 – za celoživotní práci a významný podíl na obnově lázeňských lesů, rovněž za mnohaletou práci v oblasti mládežnického hokeje a dále za publikační činnost popularizující lázeňské lesy a karlovarský hokej. Uděleno 6. května 2022 v rámci oslav zahájení lázeňské sezóny na slavnostním večeru v Grandhotelu Ambassador Národní dům.[46][47][48]
Veškeré finanční prostředky spojené s cenou poslal Pavel Reiser na účet Kliniky dětské hematologie a onkologie v Motole.

### Rozhovory
- Pavel Reiser zasvětil 40 let Lázeňským lesům, roky se věnuje i karlovarskému hokeji – rozhovor s Pavlem Reiserem v Českém rozhlase, sekce Náš host, moderátor Petr Čimpera, 2022-03-31 [cit. 2022-06-28]